# Кватро Страде (Леко)
Кватро Страде је насеље у Италији у округу Леко, региону Ломбардија.
Према процени из 2011. у насељу је живело 1904 становника. Насеље се налази на надморској висини од 285 м.